# Рытов, Михаил Васильевич
Михаи́л Васи́льевич Ры́тов (4 [16] января 1846, Новомиргород — 17 апреля 1920, Горки) — русский учёный-агробиолог в области овощеводства и плодоводства.
Основоположник русского научного овощеводства, исследователь в области плодоводства, селекции и семеноводства сельскохозяйственных культур.
Член-корреспондент Российского товарищества плодоводства, член-корреспондент Учёного комитета Министерства земледелия и государственных имуществ, корреспондент Главной физической обсерватории.

## Биография
Родился 4 (16) января 1846 года в Новомиргороде Херсонской губернии (ныне — Кировоградская область, Украина).
В 1871 году окончил юридический факультет Московского университета, а в 1878 году ещё и естественное отделение физико-математического факультета Московского университета.
С 1879 по 1920 годы преподавал в Горы-Горецком земледельческом училище, Горецком сельскохозяйственном институте (Горки Могилёвской губернии). В 1880 году организовал в Горы-Горецком земледельческом училище ботанический питомник для испытания сортов сельскохозяйственных культур и проверки новых приёмов агротехники.
Основные труды относятся к биологии плодовых и овощных растений. М. В. Рытов написал по своей специальности следующие работы:
- «Капусты» (более 100 рис.)
- «Русские капусты» (с 12 табл.)
- «Руководство к огородничеству» (несколько выпусков, более 300 рис.)
- «Краткий учебник огородничества и плодоводства»
- «Общее учение о возделываемых растениях»
- Журнальные статьи.

М. В. Рытов изучал влияние привоя на подвой, признавал возможность вегетативной гибридизации.
Предложил семенное размножение яблони.
Развивал помологию.

## Награды
- орден Св. Станислава 2-й степени (1895), 3-й степени (1887)
- орден Св. Анны 2-й степени (1899), 3-й степени (1891)
- серебряная медаль на Александровской ленте (1896)